# Berne (New York)
Berne è un comune degli Stati Uniti d'America, situato nello Stato di New York, nella contea di Albany.